# Eslovenia en los Juegos Olímpicos de Barcelona 1992
Eslovenia estuvo representada en los Juegos Olímpicos de Barcelona 1992 por un total de 35 deportistas que compitieron en 12 deportes.  
El portador de la bandera en la ceremonia de apertura fue el tirador Rajmond Debevec.

## Medallistas
El equipo olímpico esloveno obtuvo las siguientes medallas:
| Nombre                                                 | Deporte | Competición                |
| ------------------------------------------------------ | ------- | -------------------------- |
| Oro                                                    |         |                            |
| —                                                      |         |                            |
| Plata                                                  |         |                            |
| —                                                      |         |                            |
| Bronce                                                 |         |                            |
| Iztok Čop Denis Žvegelj                                | Remo    | Dos sin timonel (M2-) M    |
| Milan Janša Janez Klemenčič Sašo Mirjanič Sadik Mujkič | Remo    | Cuatro sin timonel (M4-) M |